# Associació Cultural Fallera Na Jordana

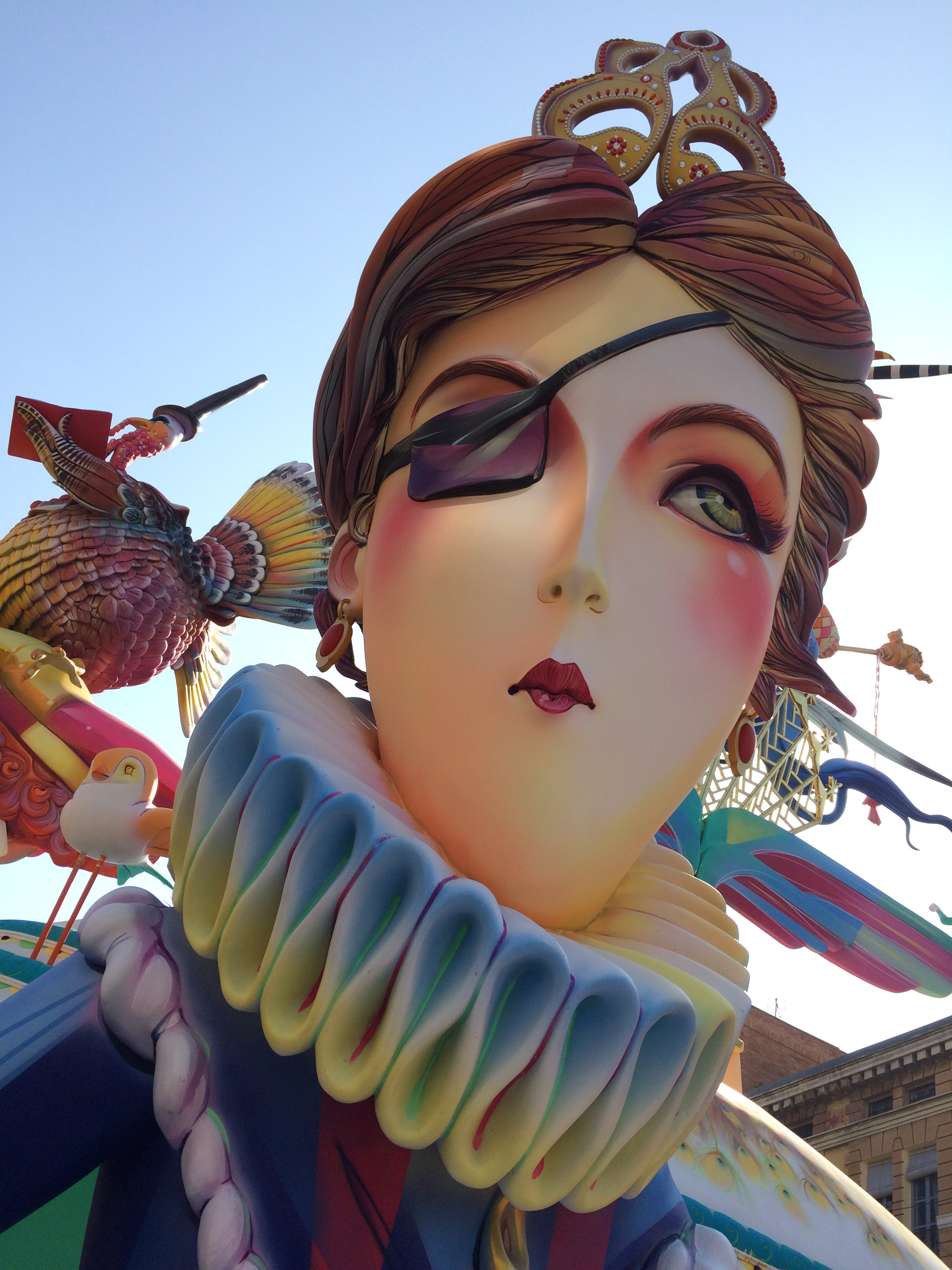
Detall Falla Na Jordana 2017 (José Gallego - Toni Pérez), Falles 2017

La comissió Na Jordana (número 9 al cens de Junta Central Fallera) és una associació cultural fallera amb seu social al Carrer Salvador Giner núm. 9. La falla té com a demarcació el carrer homònim, a més de la Plaça Pere Borrego, el Carrer Llíria i el de Salvador Giner.
A banda de plantar la falla, el col·lectiu opera com a referent cultural de la ciutat de València per les nombroses activitats i propostes que anualment genera: publicacions, muntatges teatrals (presentacions falleres), realització i exhibició de Betlems artesanals o el "Tirant de lletra", una lectura pública de l'obra de Joanot Martorell oberta a la participació del veïnat i la ciutadania, que cada edició compta a més amb la col·laboració de reeixides personalitats de l'àmbit cultural, esportiu, educatiu, festiu, polític o institucional valencià.
L'any 2002 obtingué la Medalla al mèrit cultural que atorga el Consell Valencià de Cultura.

## Història
Es considera que la seua primera falla es va plantar el 1884, i participa en la secció Especial des del 1954, la qual cosa la converteix en la que més vegades ha competit en aquesta secció. Així mateix, és la comissió que més voltes ha guanyat el primer premi d'enginy i gràcia de la secció especial, en vint-i-cinc ocasions.
La falla Na Jordana ha aconseguit dotze vegades el primer premi de totes les categories de les Falles de València, en els anys 1956, 1965, 1975, 1980, 1982, 1986, 1988, 1990, 1994, 1995, 1997 i 2003. També ha guanyat en set ocasions el premi de la màxima categoria amb la falla infantil: 1960, 1962, 1966, 1987, 1989, 1990 i 2016.
El cadafal faller es va traslladar el 1983 des de la mateixa plaça Na Jordana (actualment plaça de Pere Borrego) a la Plaça del Portal Nou, ja que creixia i l'estretor de la plaça feia difícil encaixar-lo.
Entre el 1972 i l'any 2000, el seu president, i cap visible ha estat Pere Borrego i Galindo, càrrec que actualment ostenta el seu fill, Pere Borrego i Pitarch.

## Falles

### 2001
Lema: 2001, una odissea de tres parells de nassos o Pinotxada universal
Artista: Manolo Martín
Disseny: Sigfrido Martín Begué i Vicente Jarque
2001, una odissea de tres parells de nassos o Pinotxada universal va ser el nom que va rebre el monument faller que l'any 2001 va plantar Na Jordana en secció especial.
L'artista encarregat de realitzar-la va ser Manolo Martín López, que va comptar amb la col·laboració de Sigfrido Martín i del crític d'art Vicente Jarque. La falla, que naixia amb l'objectiu d'innovar, estava composta per una gran figura de Pinotxo amb una pala matamosques. Com era habitual a les falles de Martín, ens trobàvem unes línies sòbries i figures estilitzades, defugint de l'habitual barroquisme faller. A banda, els ninots menors, fets de fusta, anaven vestits amb dissenys inspirats en dissenyadors de moda de referència com Gaultier o Armani.
Aquell any, la falla de Na Jordana va rebre el segon premi de secció especial (la màxima categoria fallera) quedant per darrere del monument que Paco López va plantar per a la Falla de Convent Jerusalem. Açò va fer que des de la comissió del Carme es criticara fortament la Junta Central Fallera per una decisió que, en la seva opinió, va ser botxornosa pel fet que la JCF atorgara a Na Jordana els premis d'enginy i gràcia i de millor figura, però no el primer premi per al monument. Manolo Martín fins i tot va dir que la Junta Central Fallera mantenia l'esquema franquista amb la que va ser creada.
Com a mostra del seu desacord amb el premi, la comissió fallera va anar a rebre els guardons portant nassos de Pinotxo, en homenatge a la seva falla i com a manera de protestar davant la Junta Central Fallera.

### Galeria d'imatges

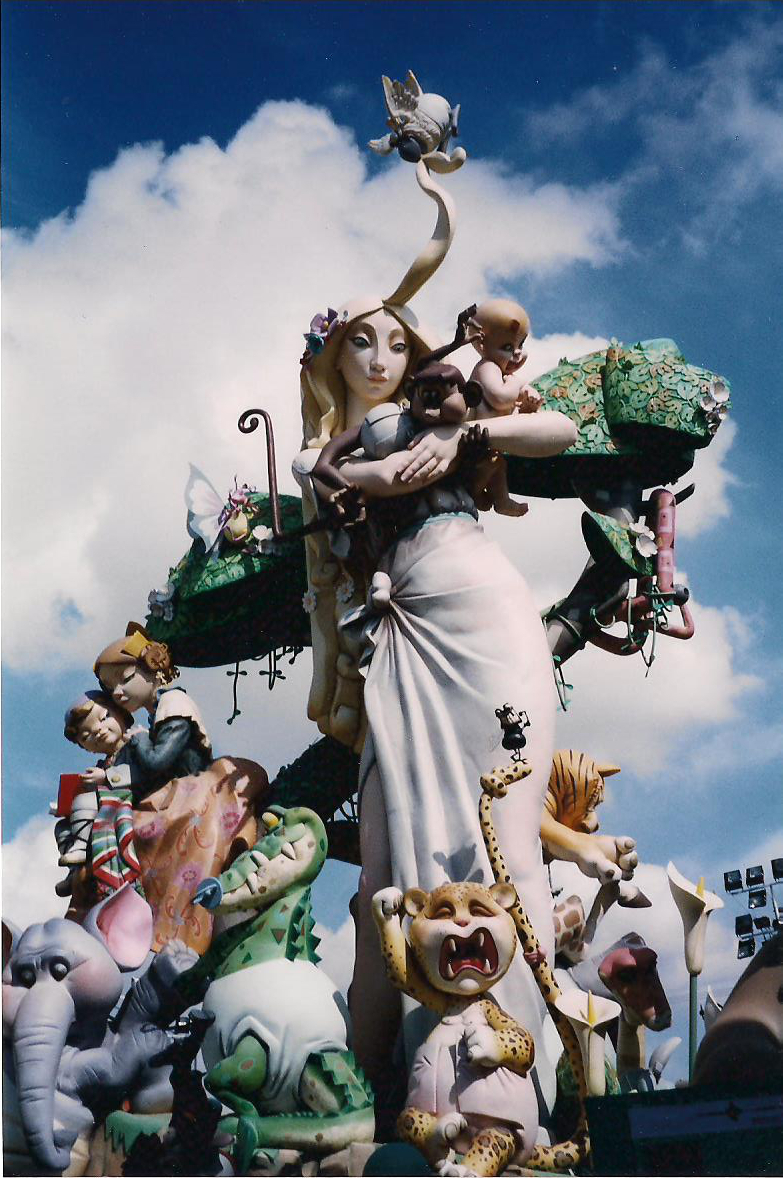
Falla Na Jordana 2003
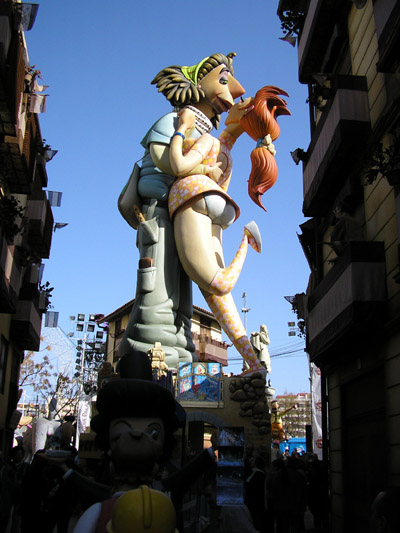
Falla Na Jordana 2005
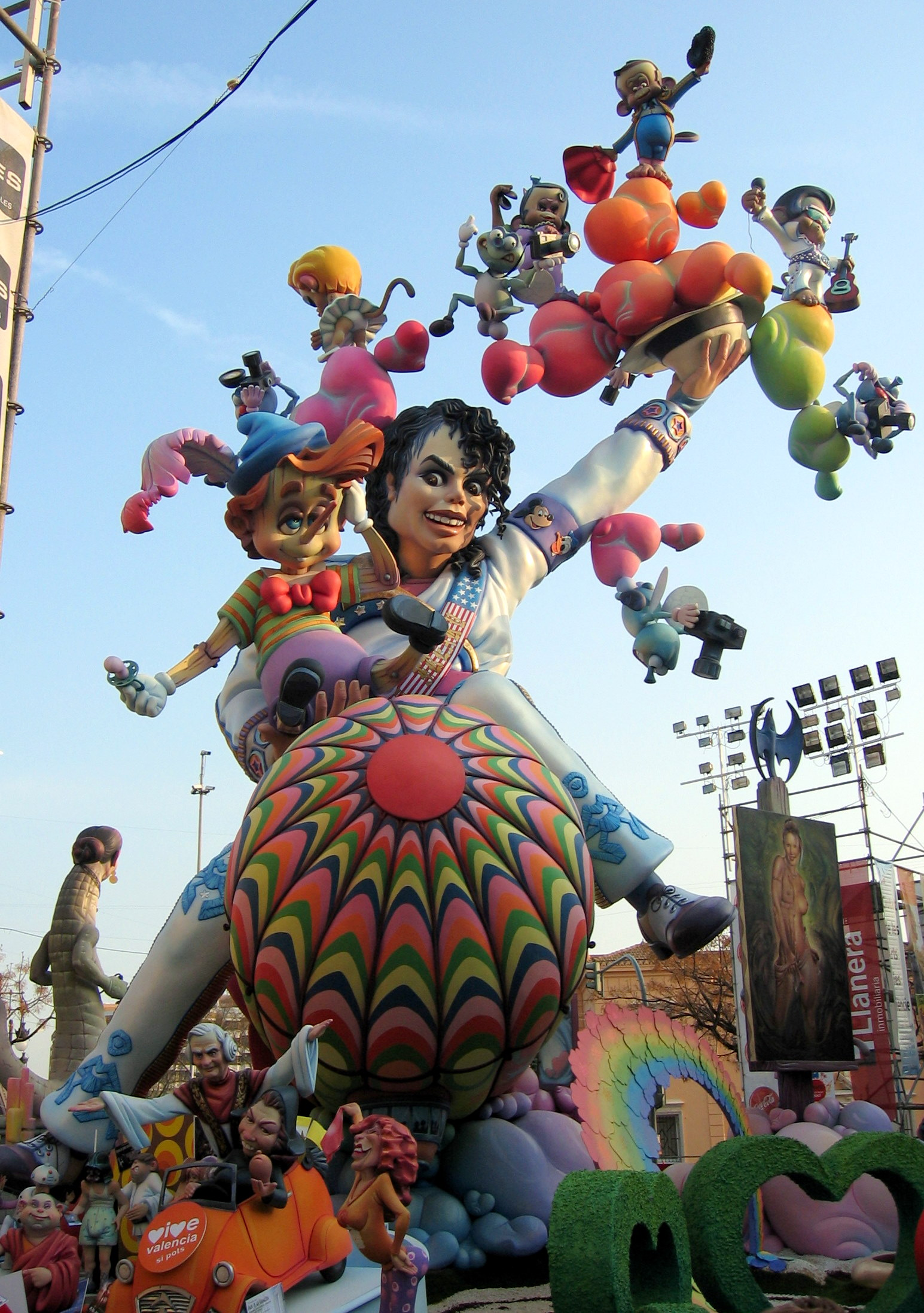
Falla Na Jordana 2007
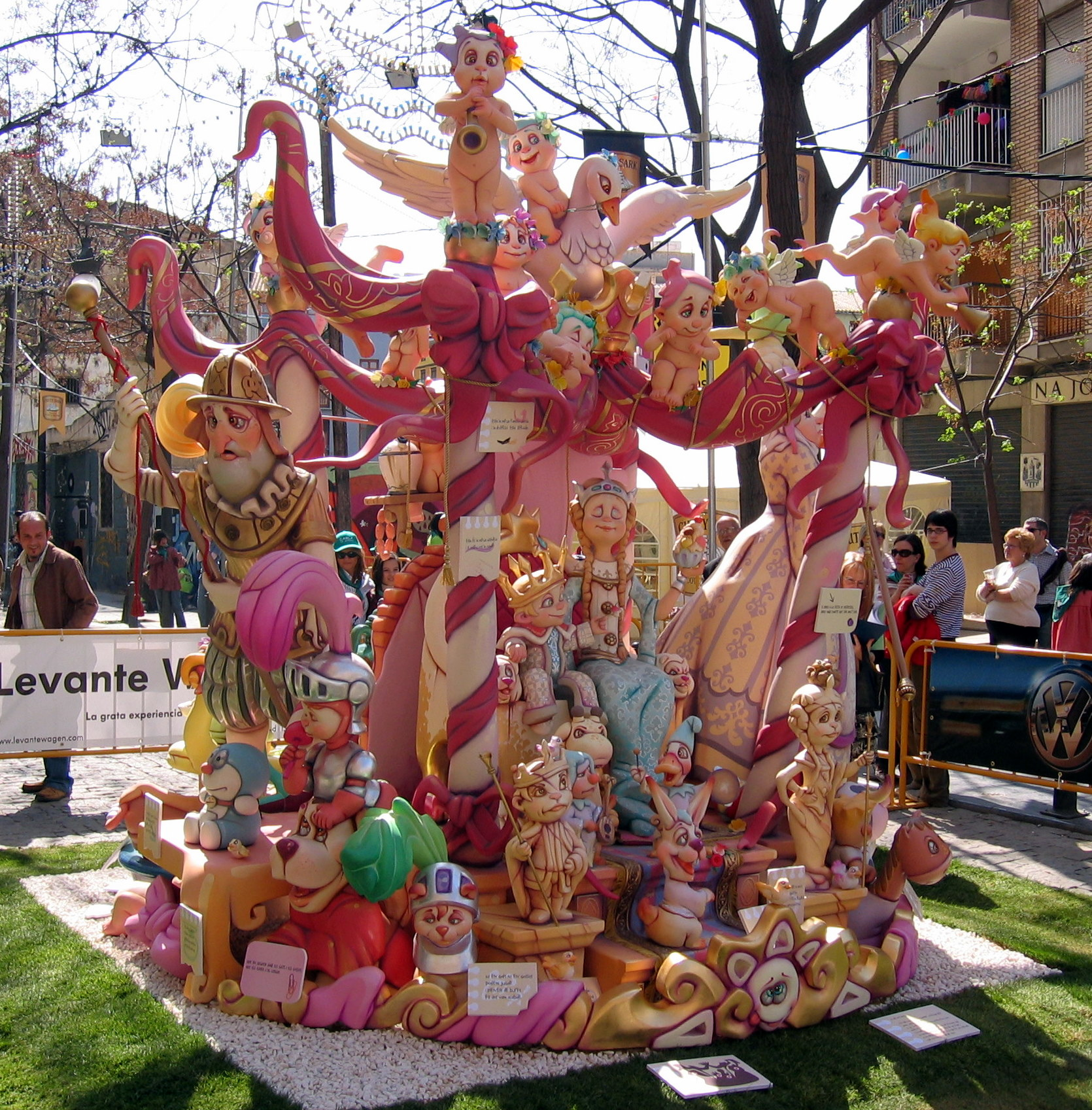
Falla infantil Na Jordana 2007
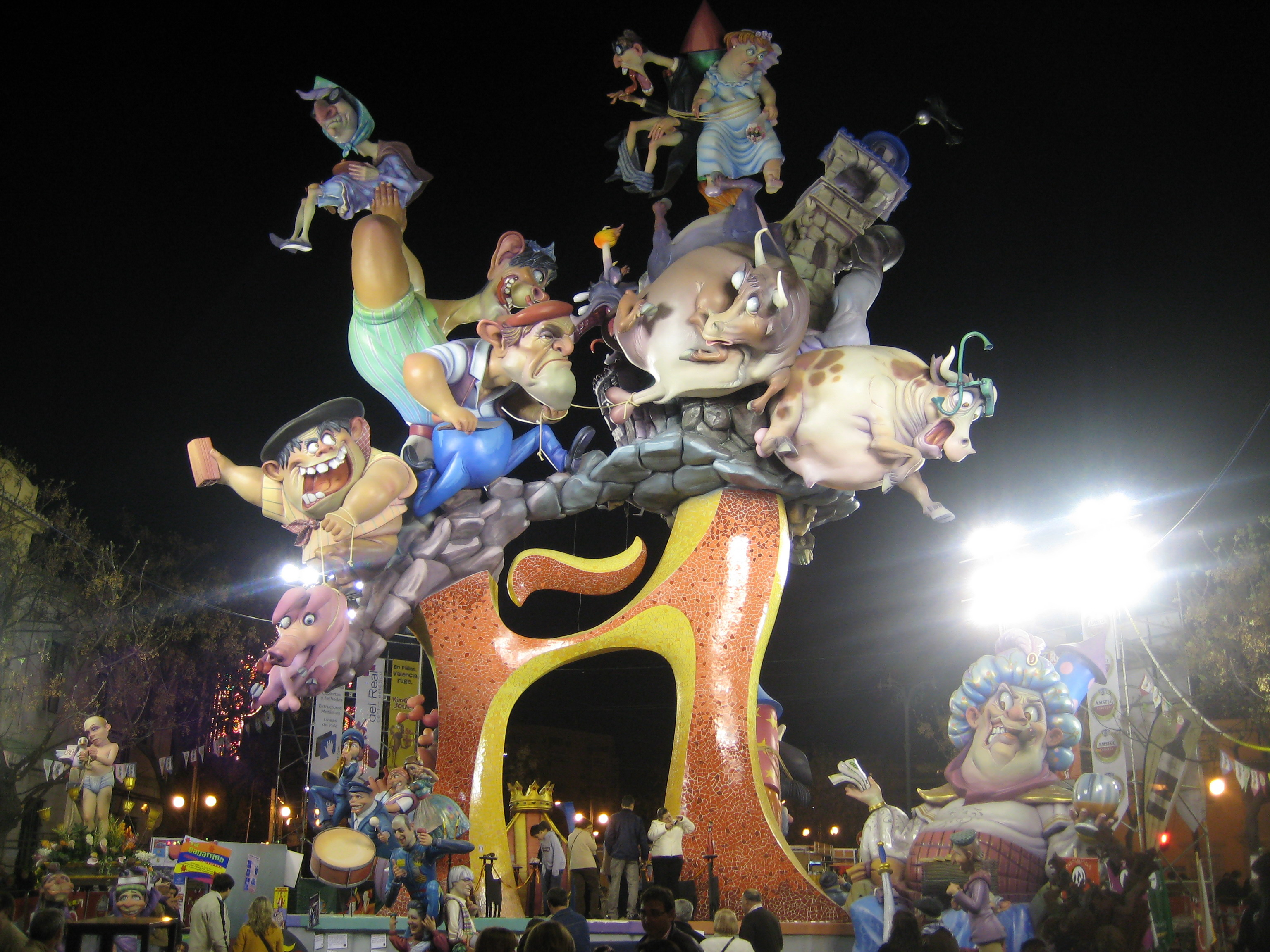
Falla Na Jordana 2008
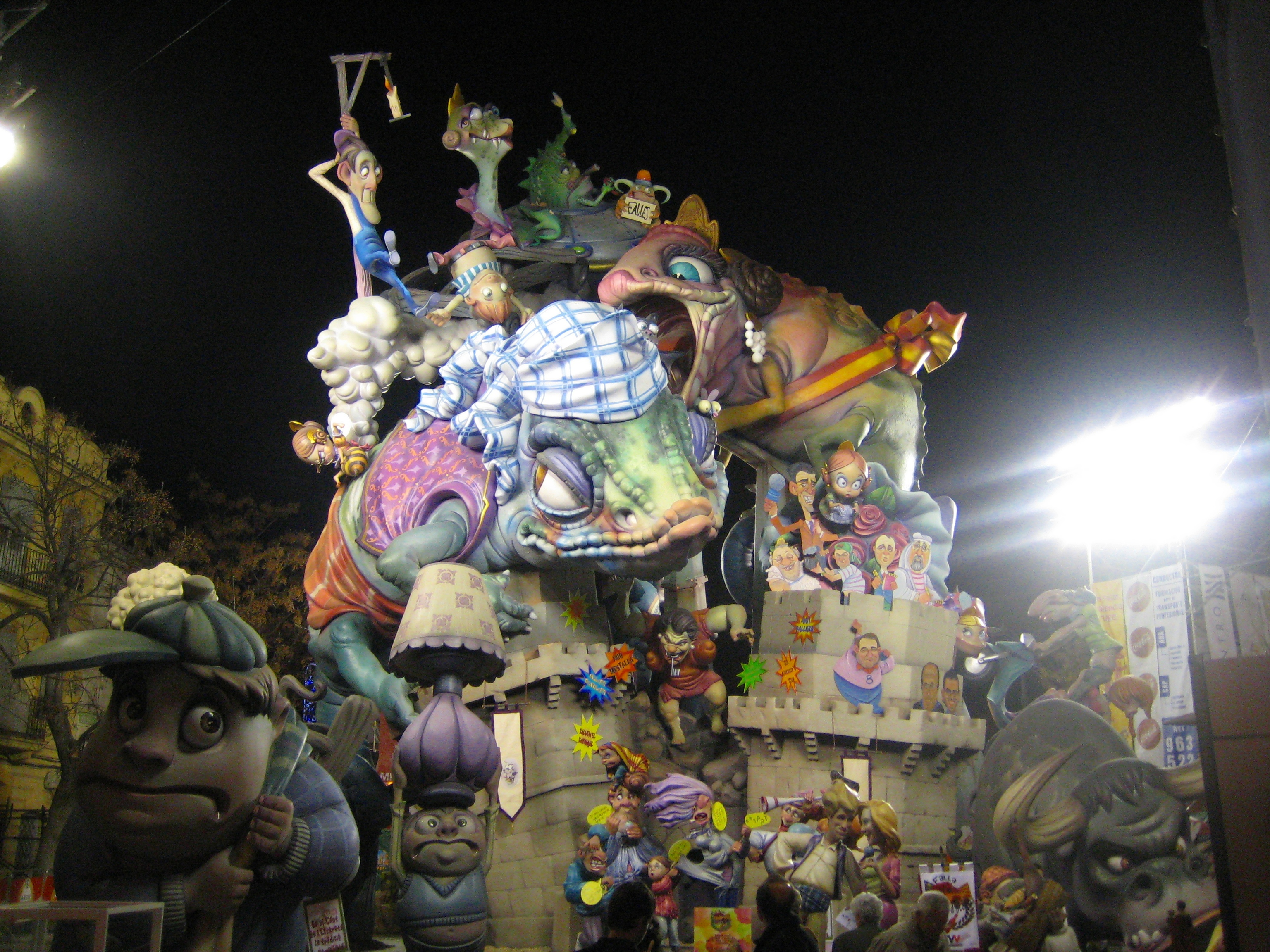
Falla Na Jordana 2009
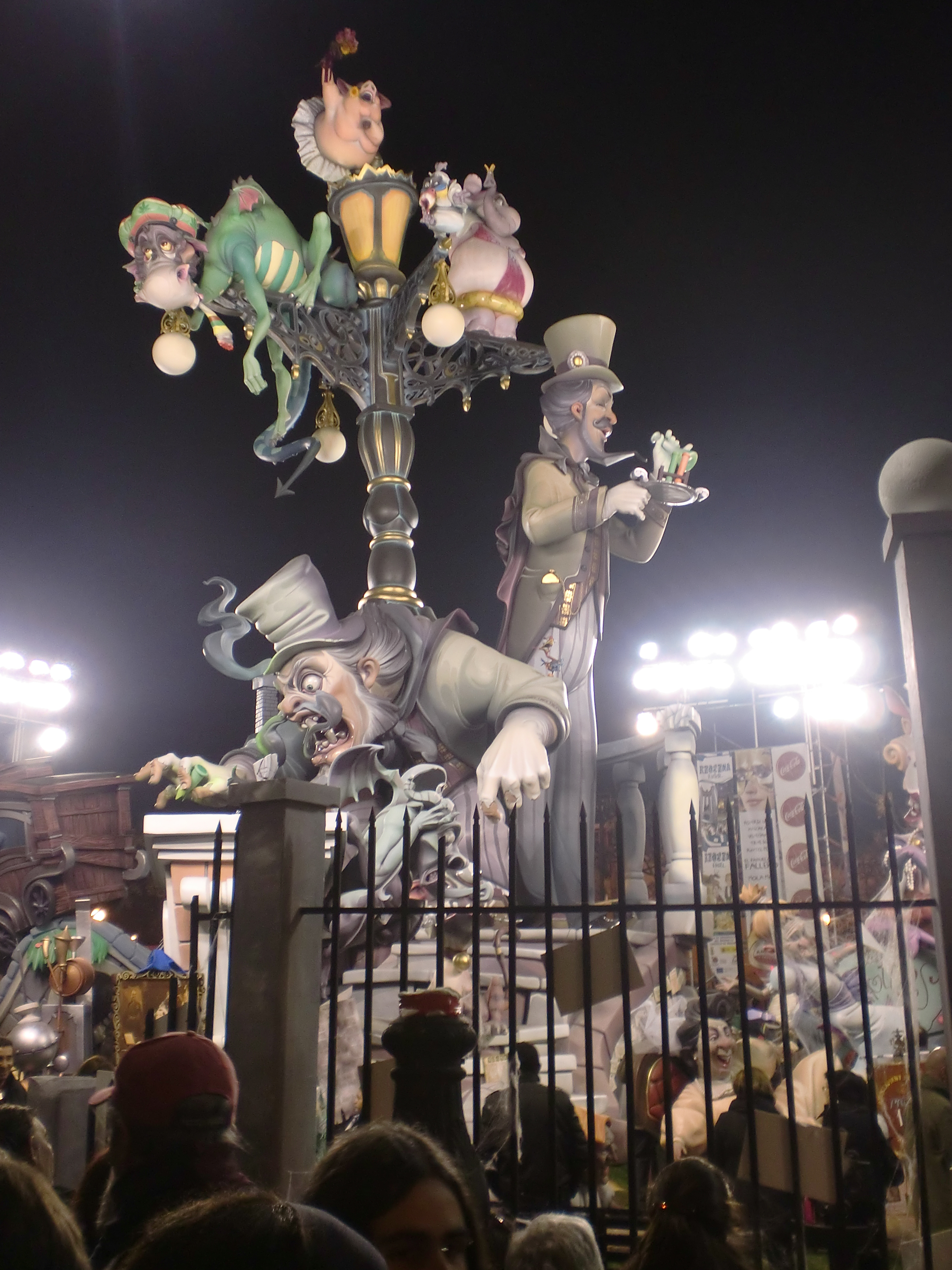
Falla Na Jordana 2010
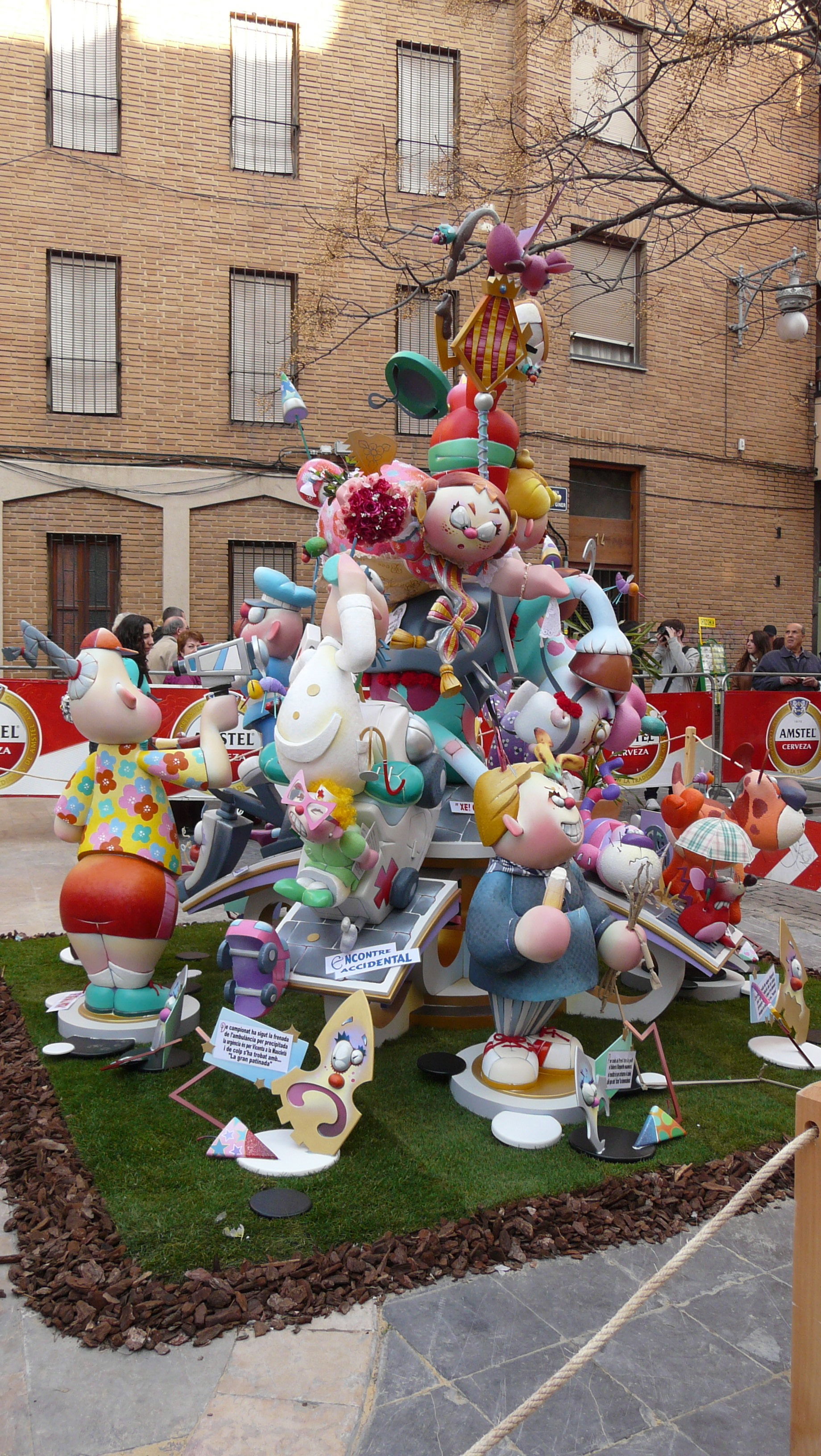
Falla infantil Na Jordana 2010
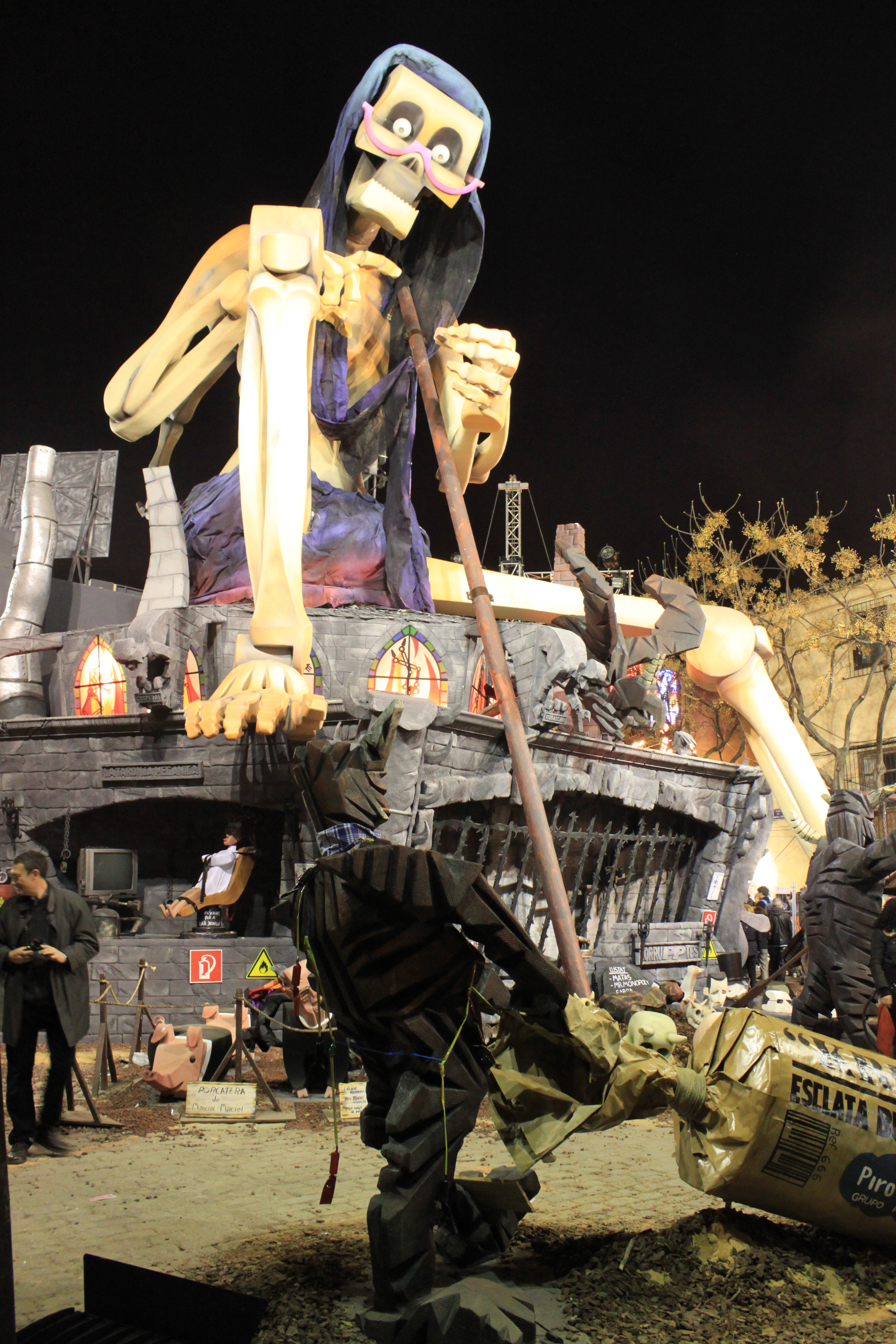
Falla Na Jordana 2011
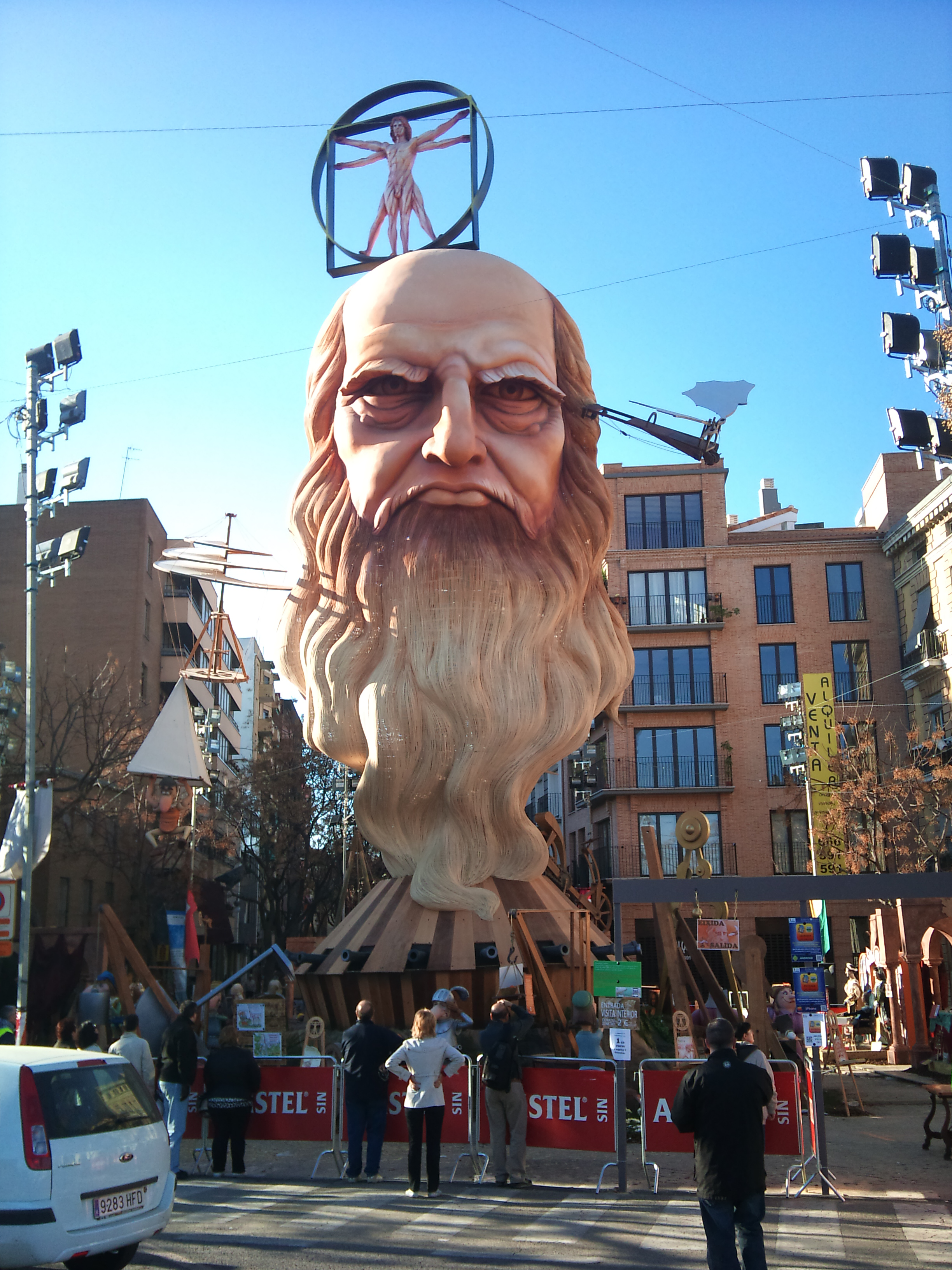
Falla Na Jordana 2012
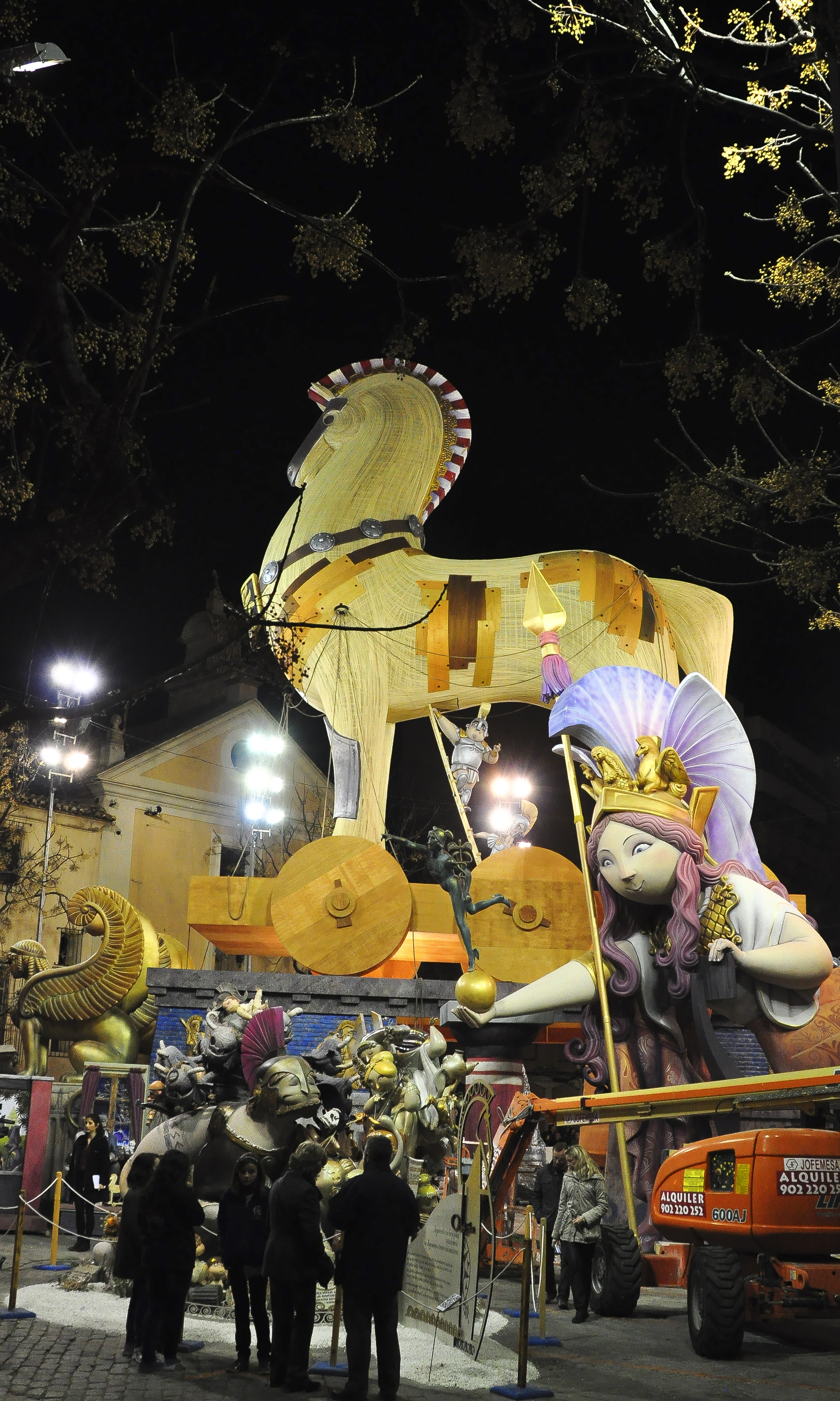
Falla Na Jordana 2013
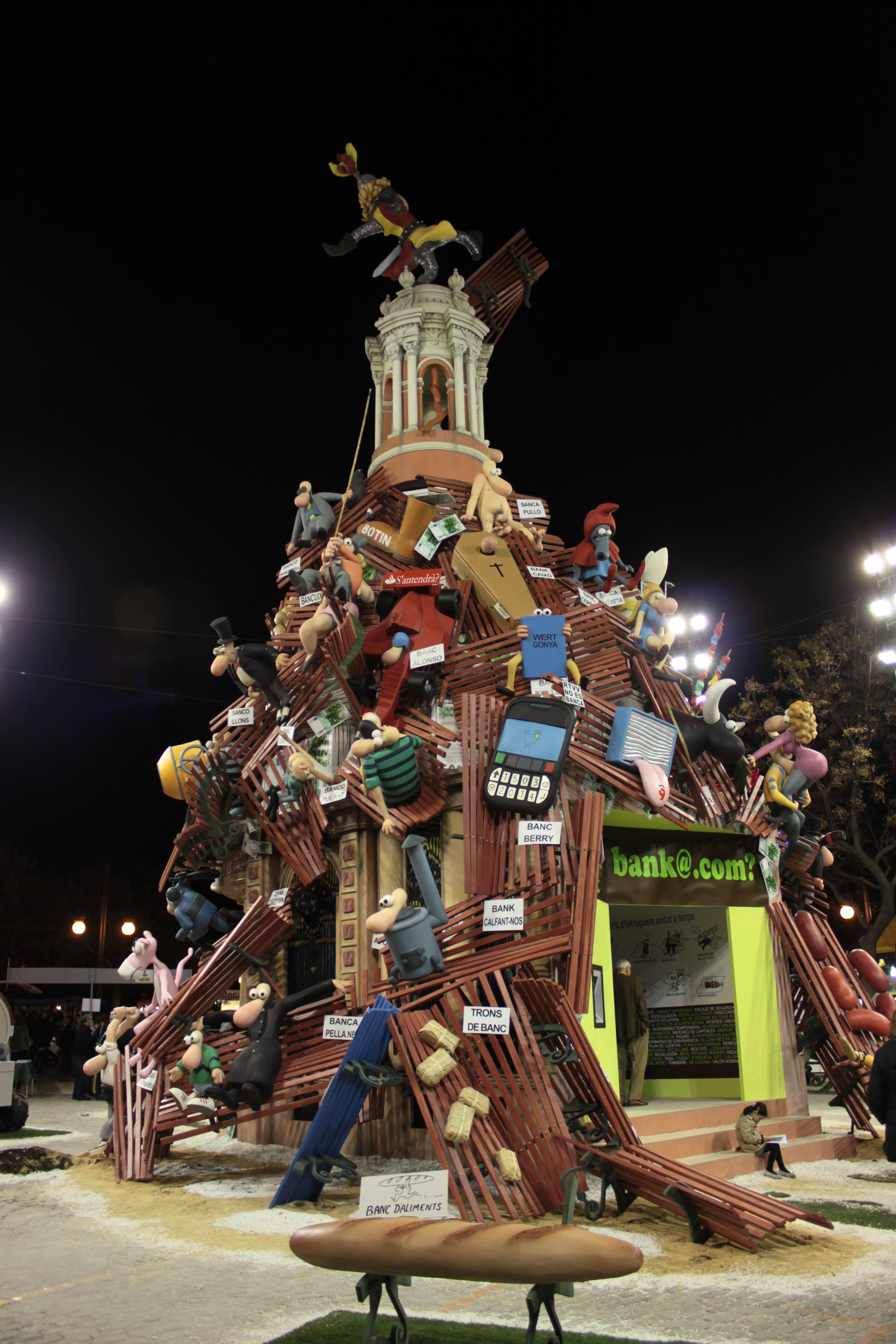
Falla Na Jordana 2014
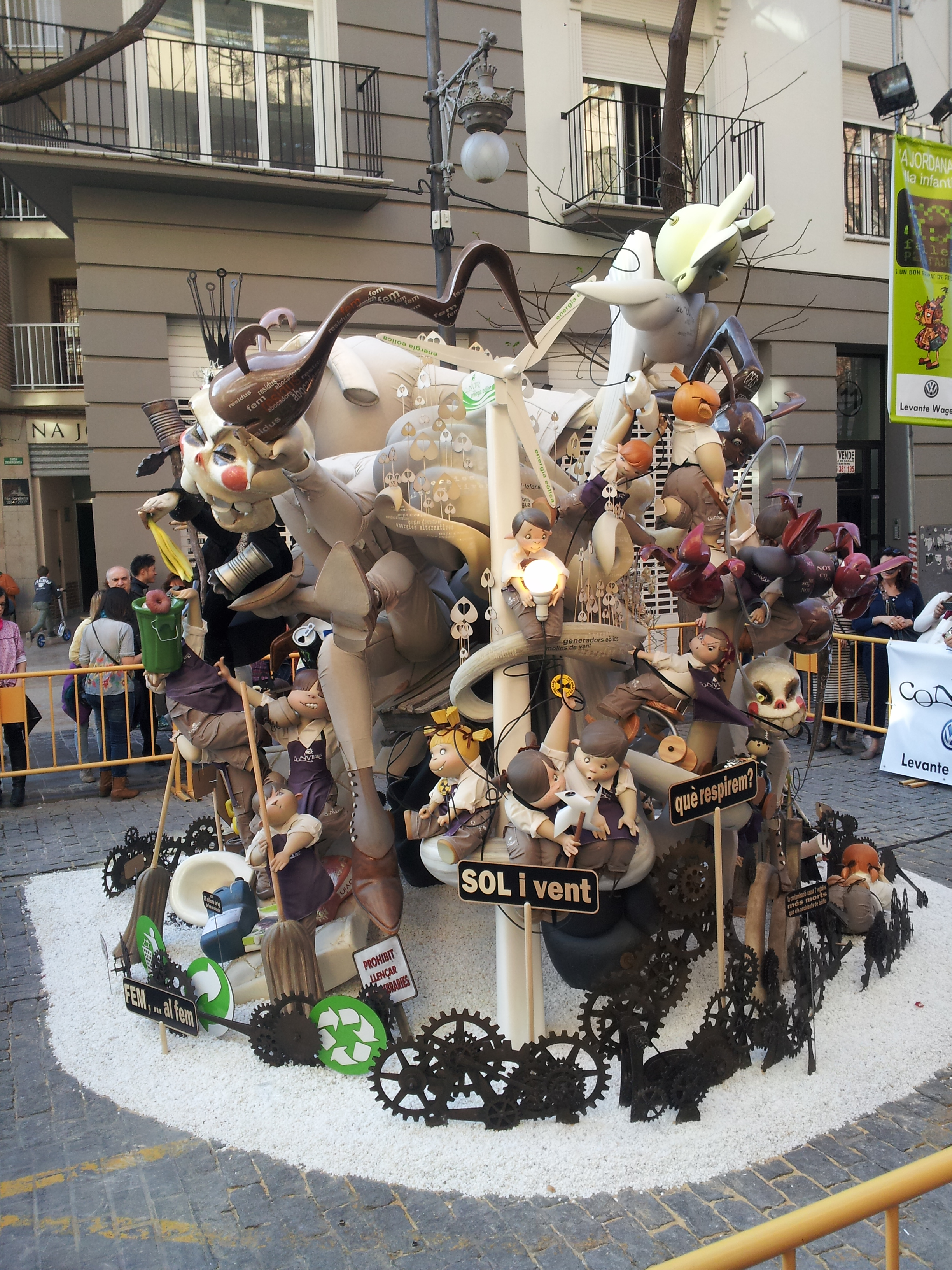
Falla infantil Na Jordana 2014
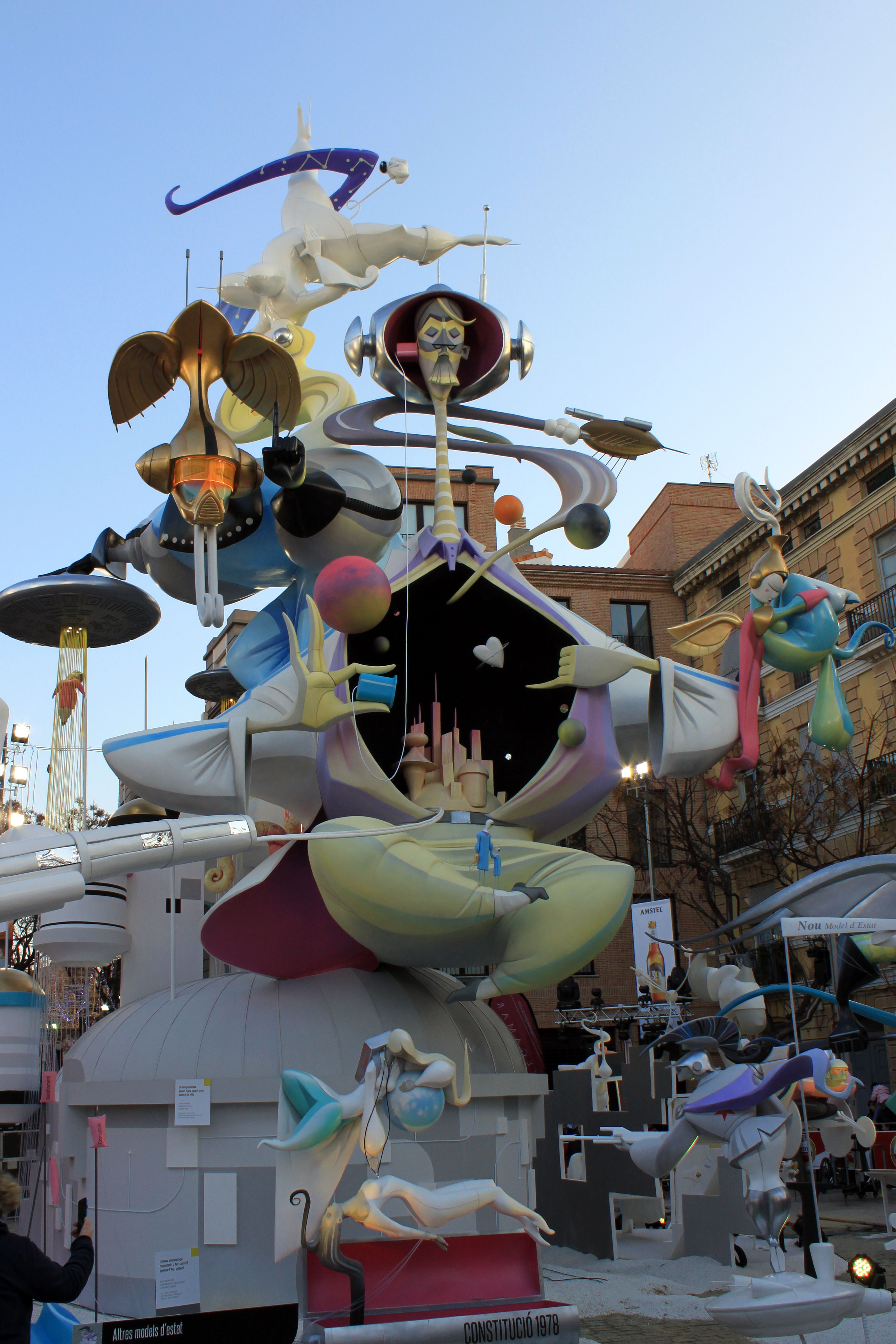
Falla Na Jordana 2015
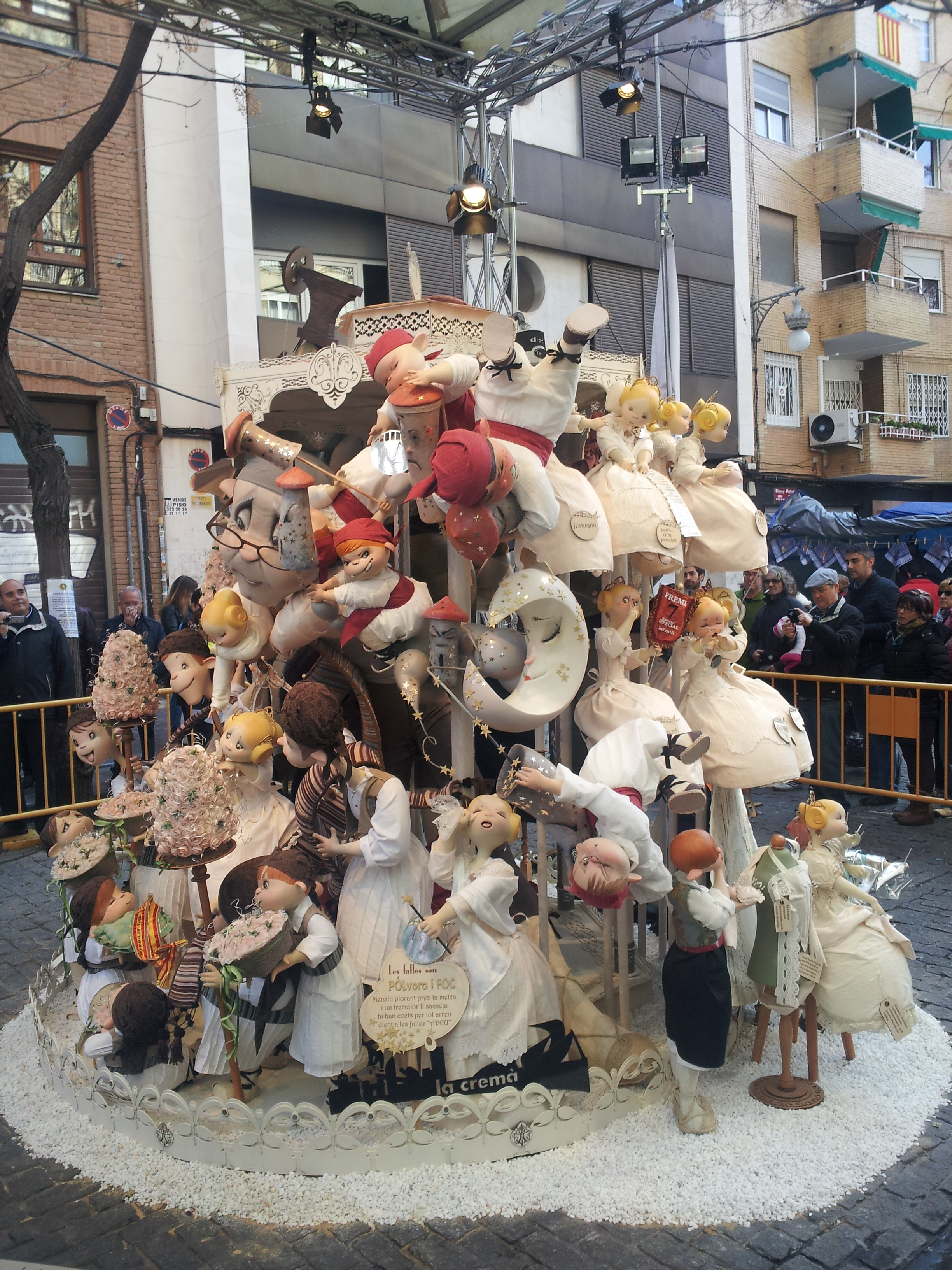
Falla infantil Na Jordana 2015
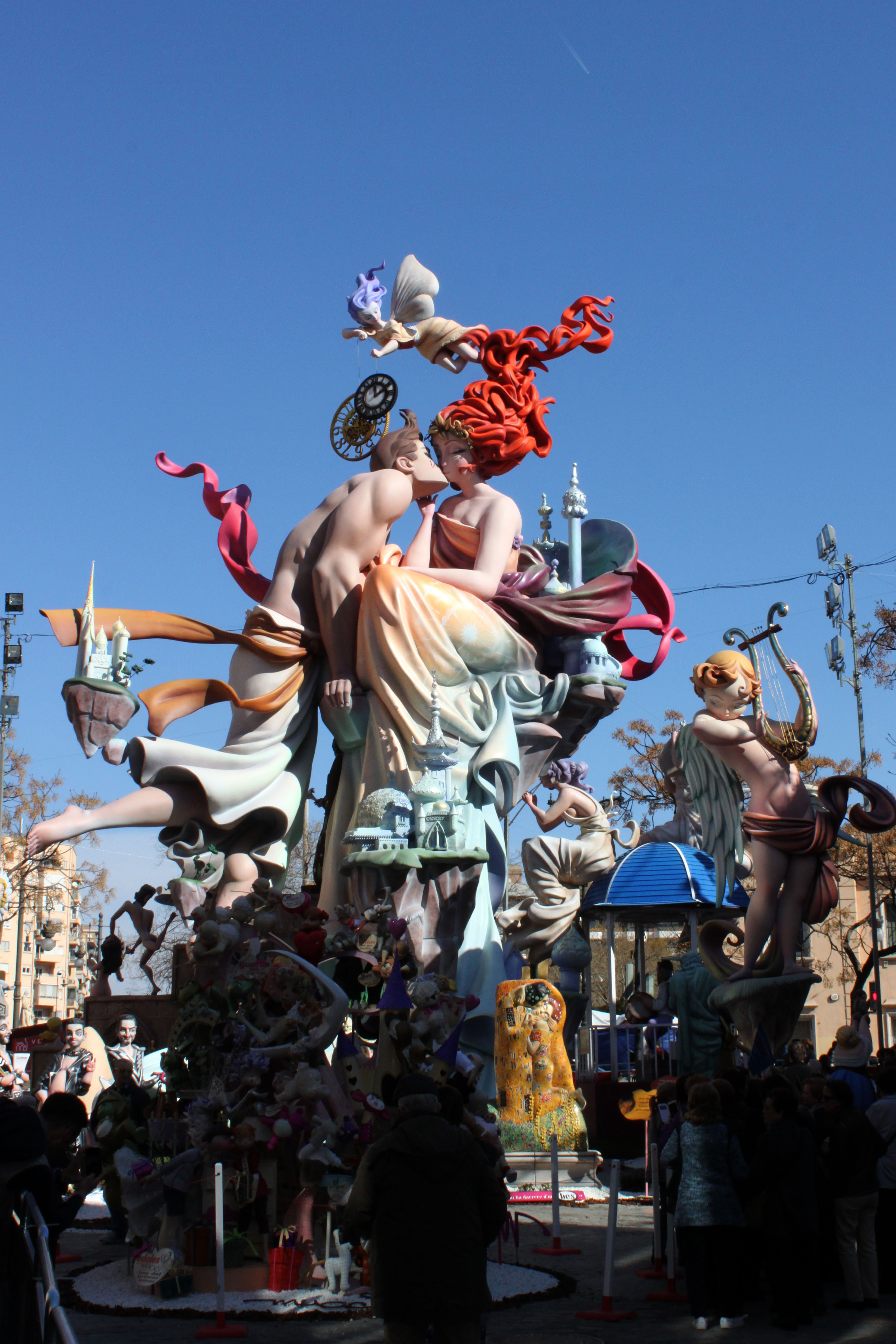
Na Jordana -2016-
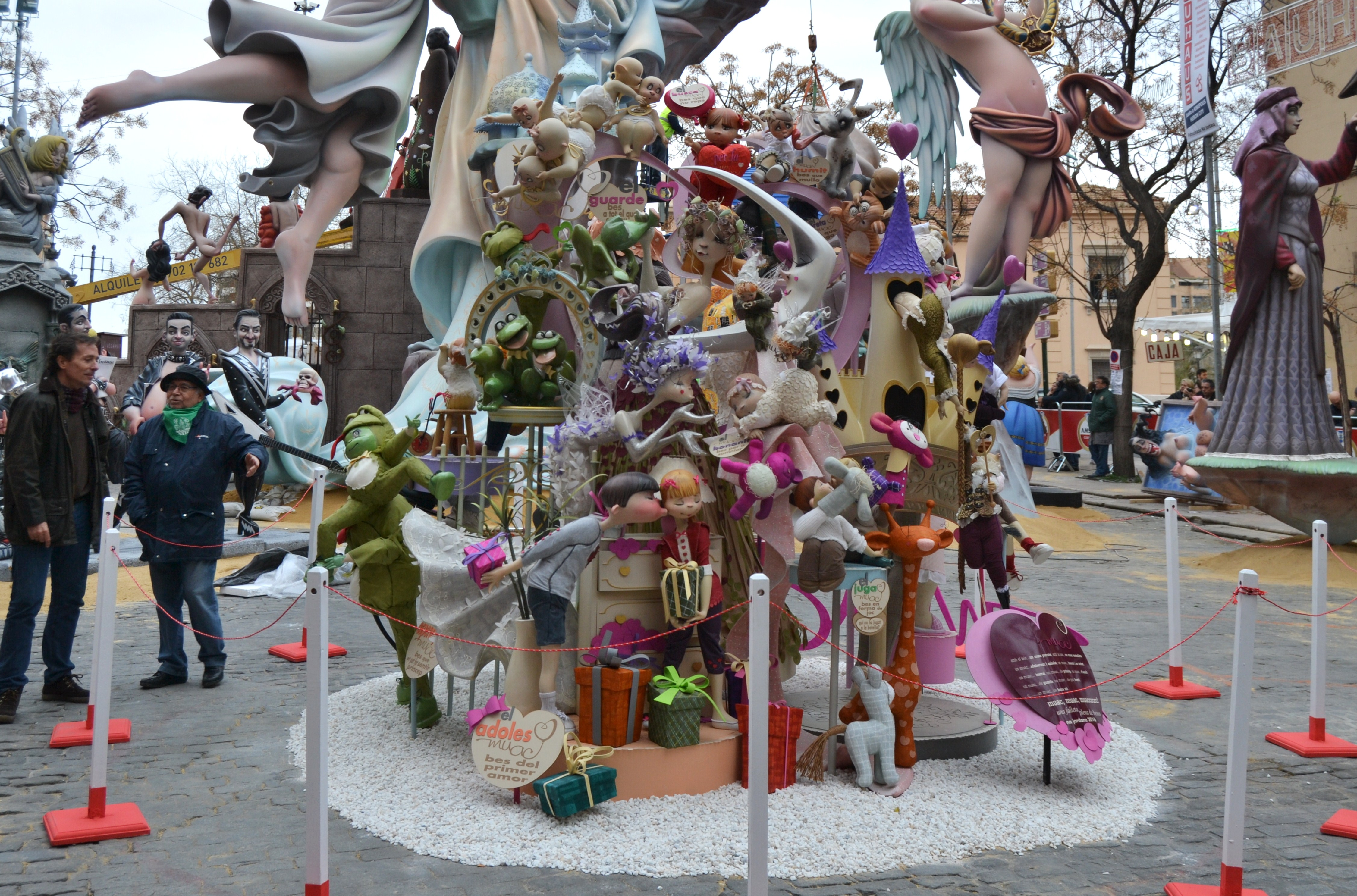
Falla infantil Na Jordana 2016
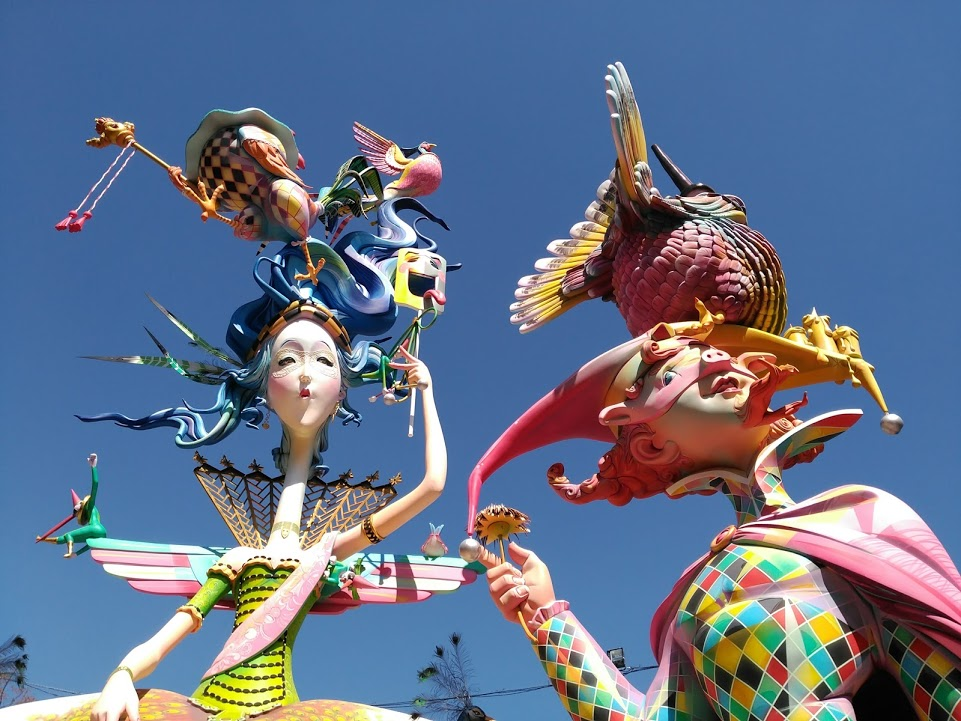
Falla Na Jordana 2017
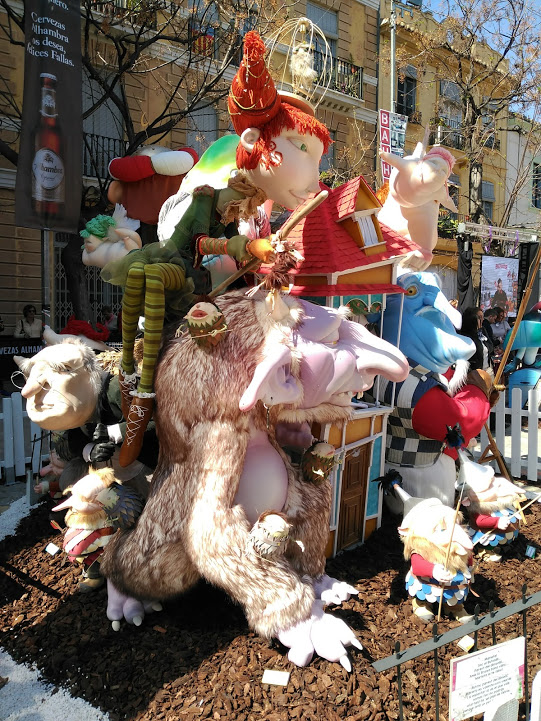
Falla infantil Na Jordana 2017
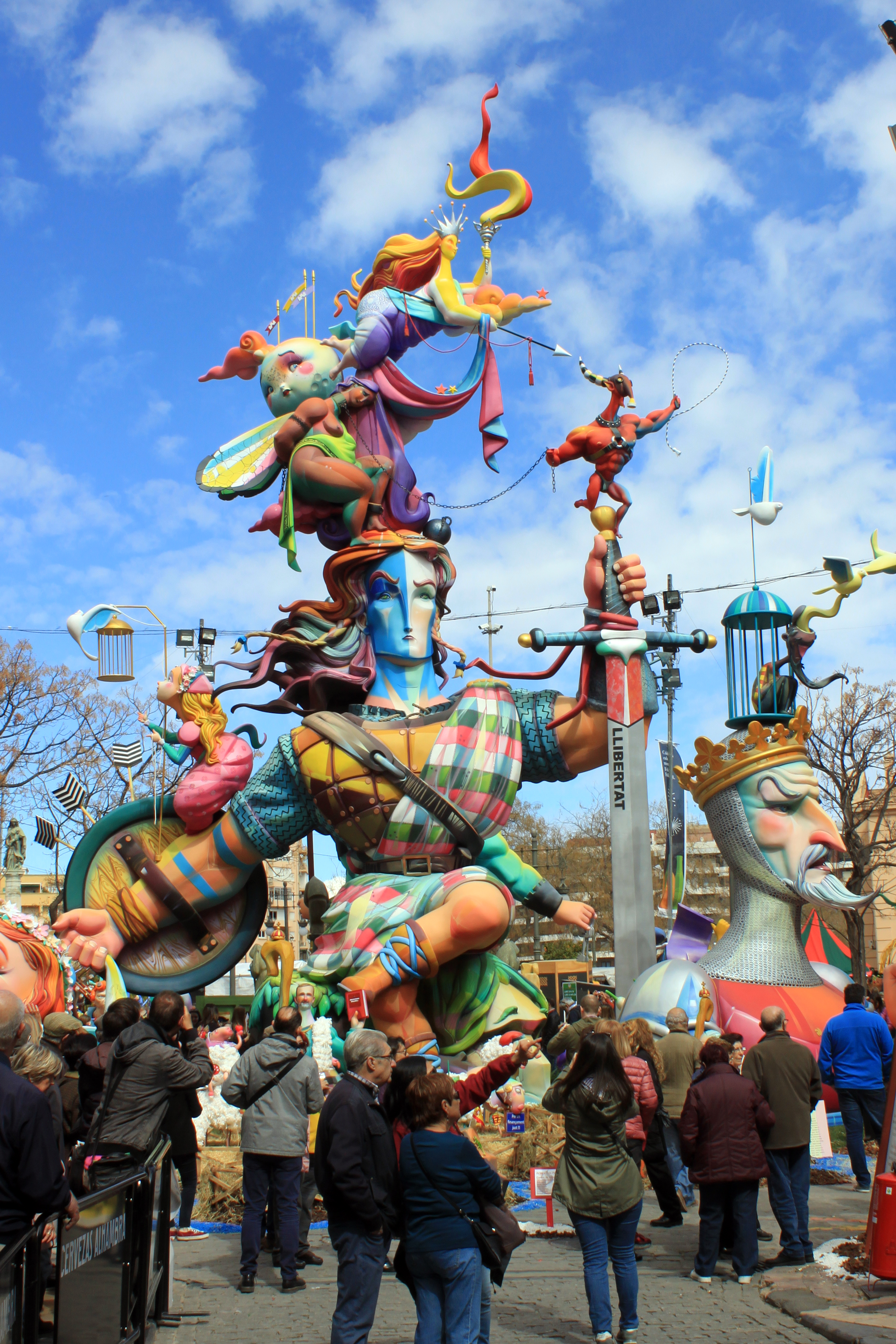
Na Jordana 2018
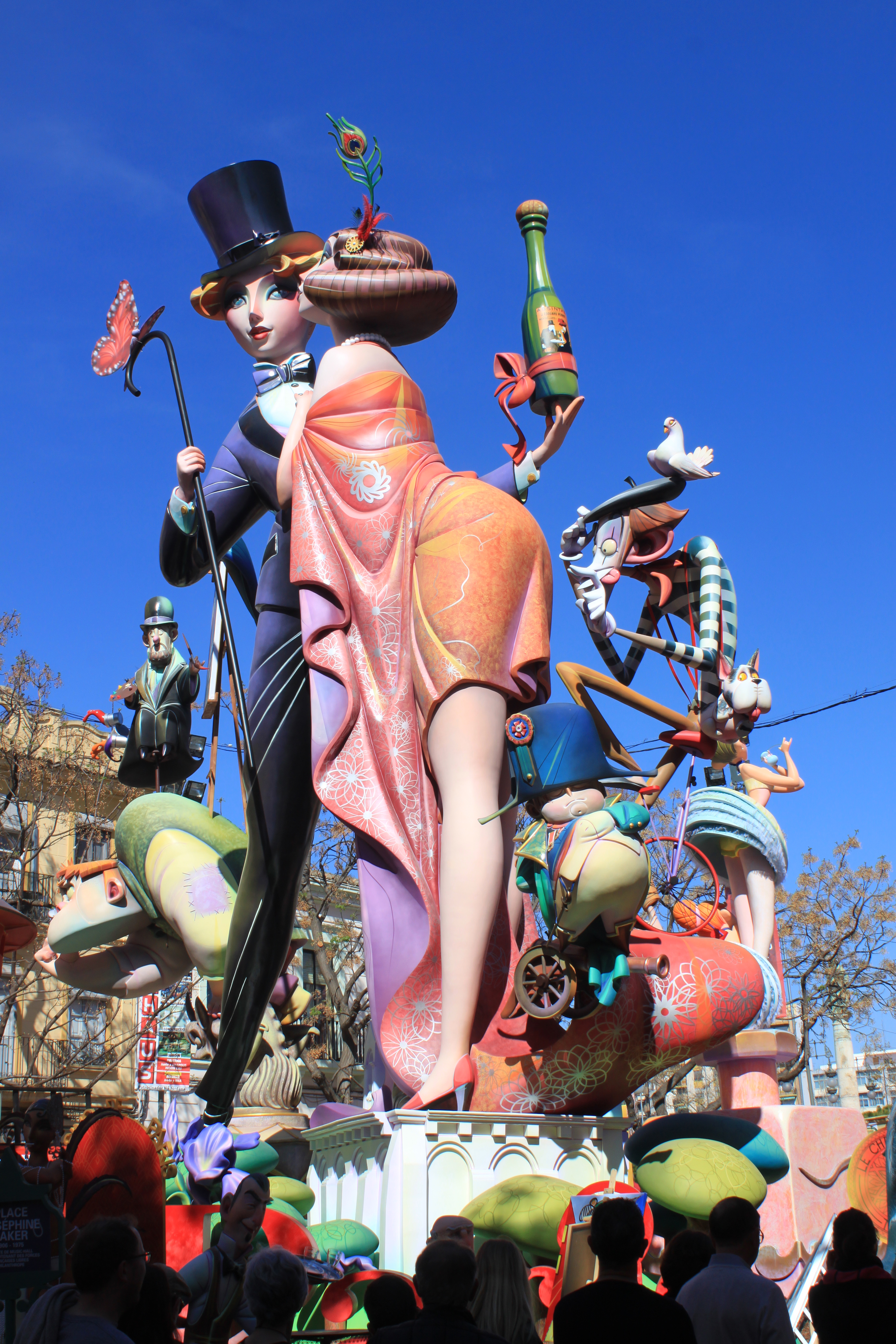
Na Jordana 2019
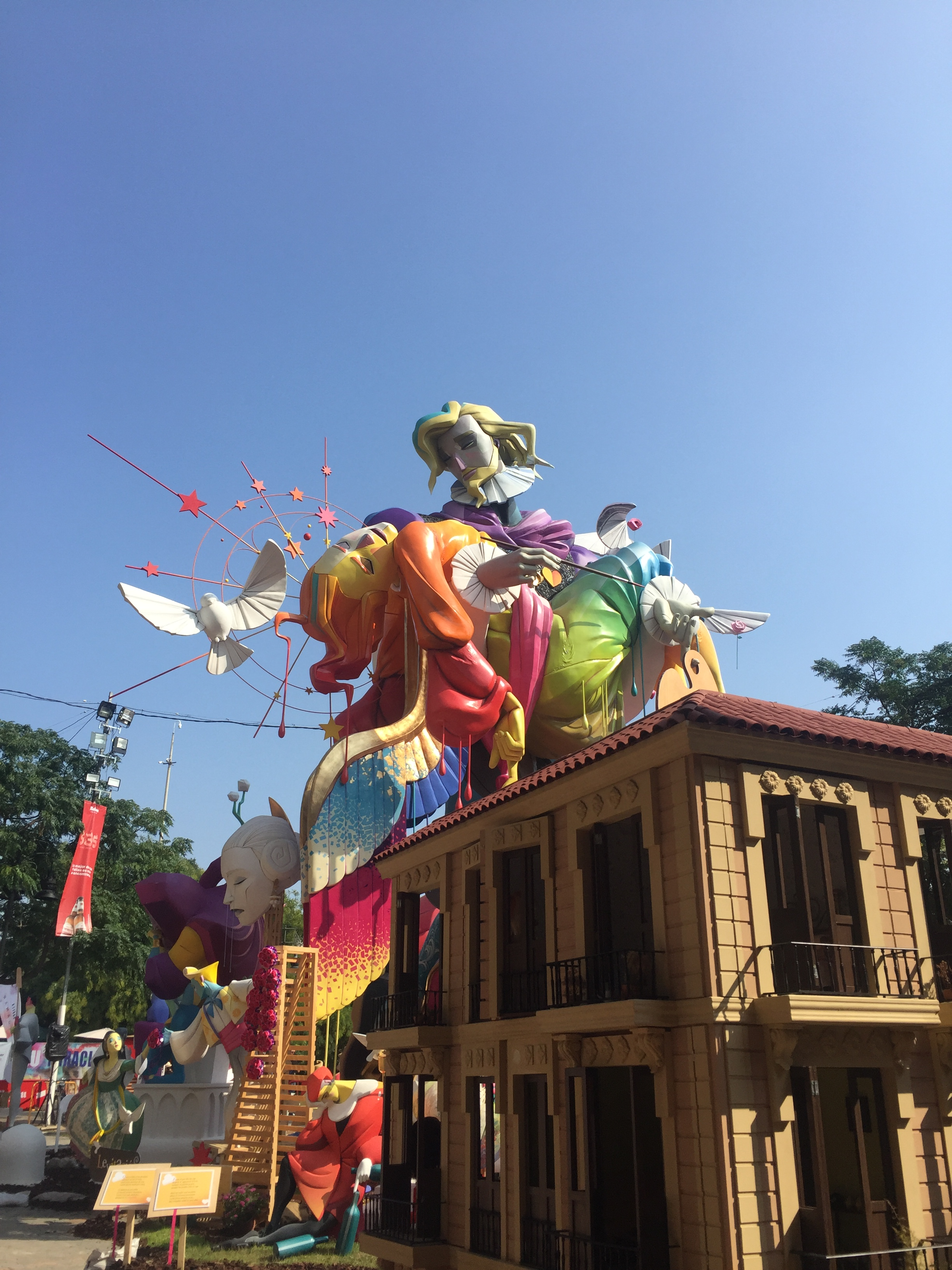
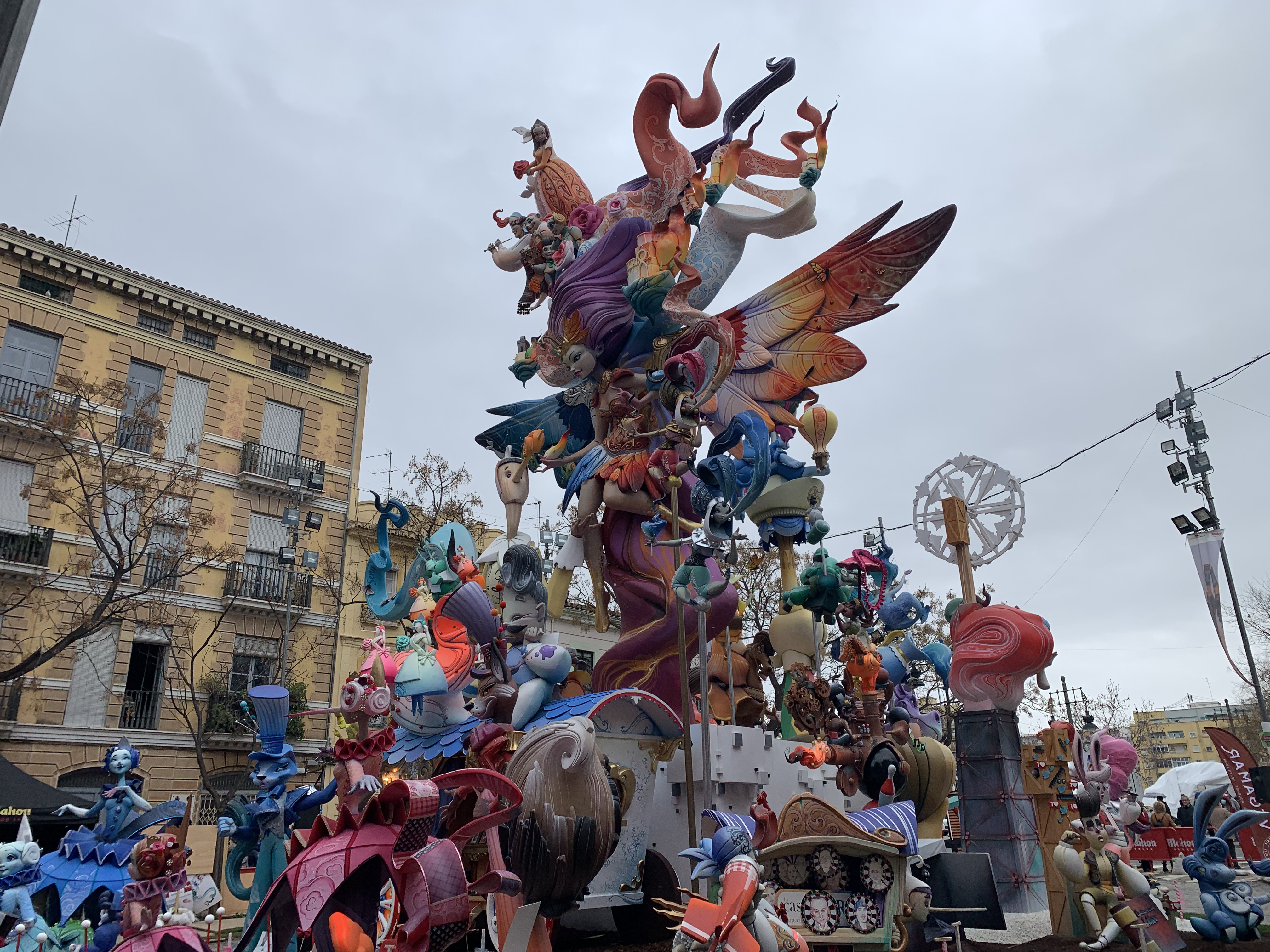
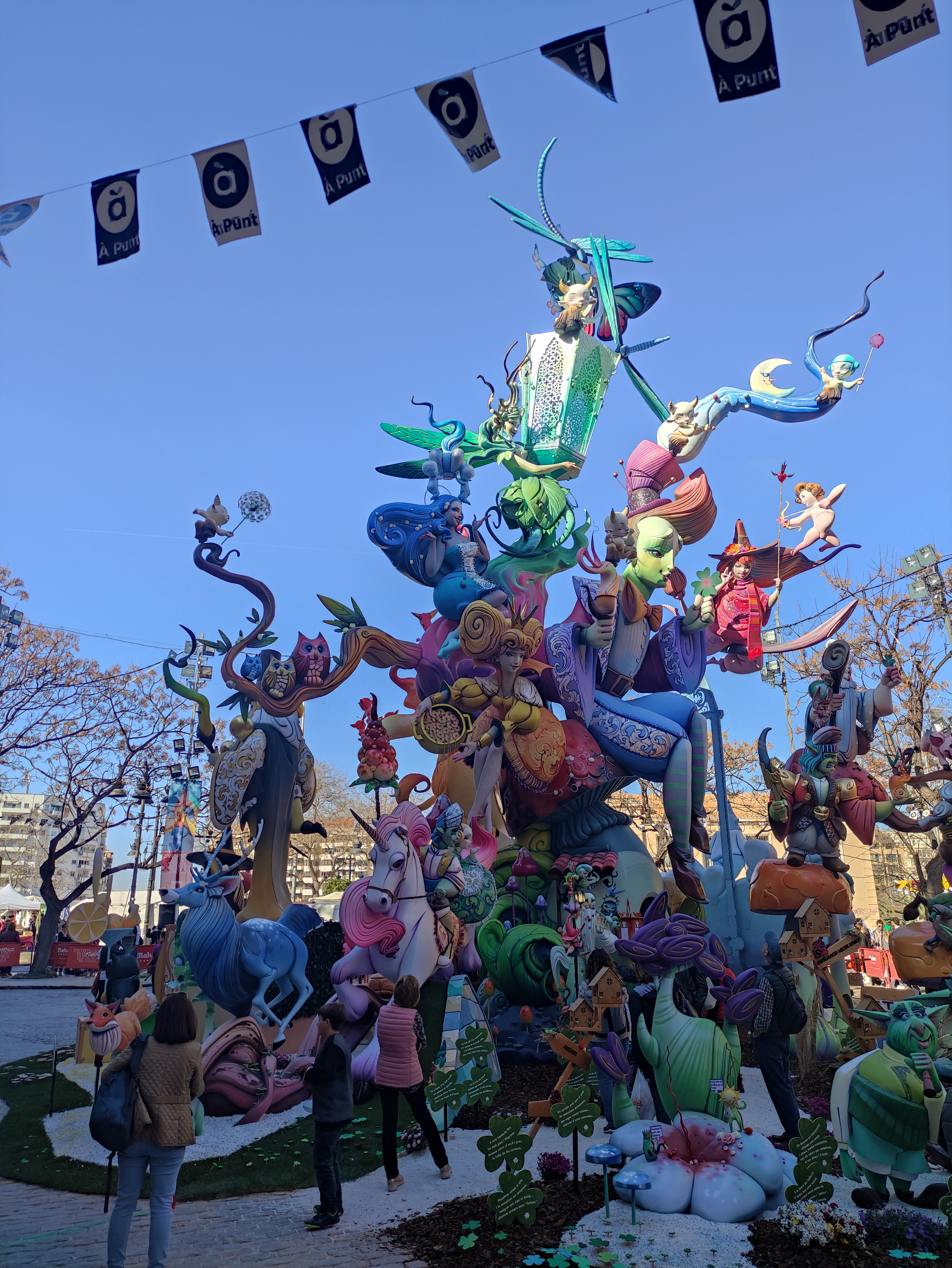
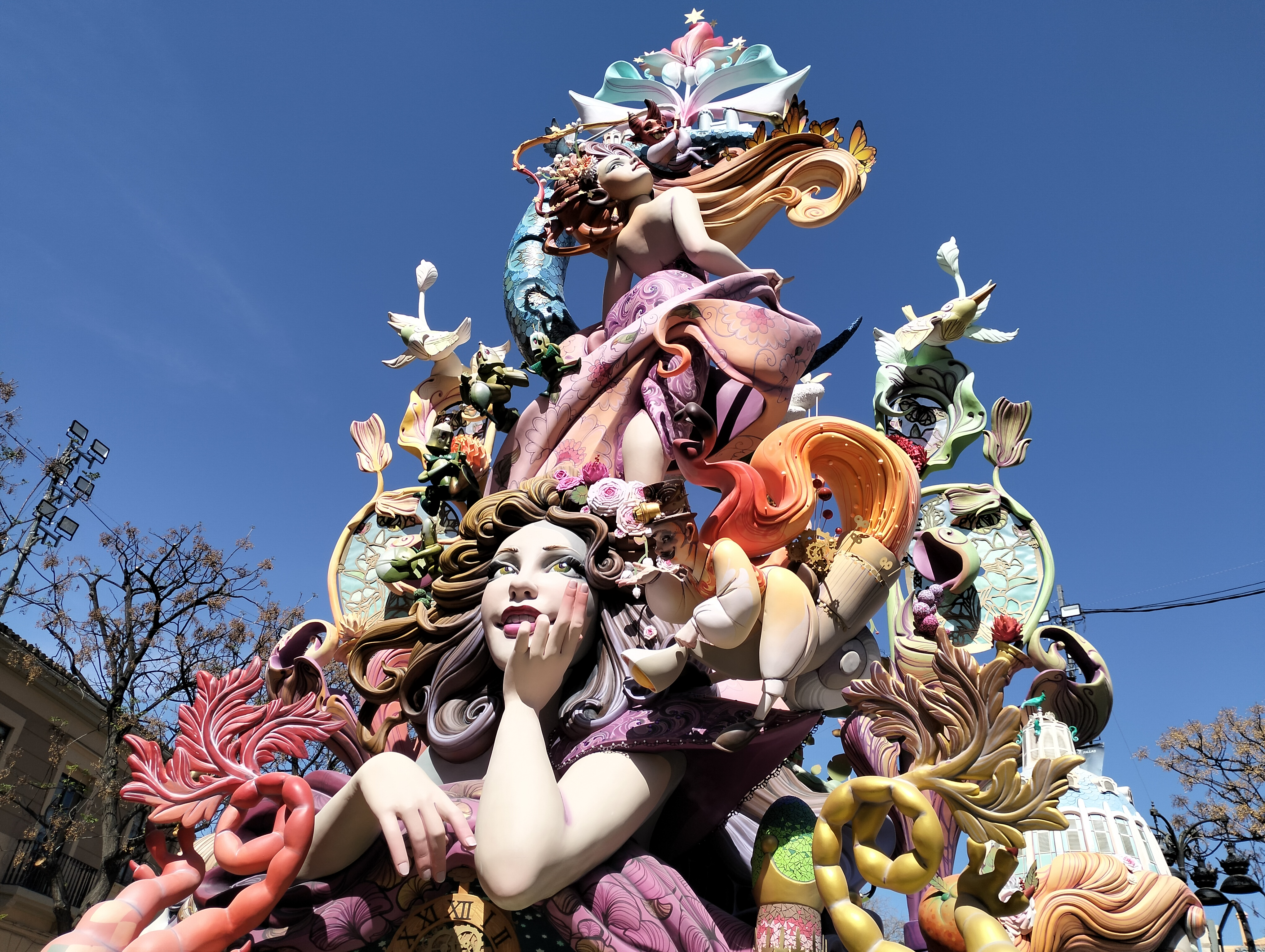
Na Jordana 2024
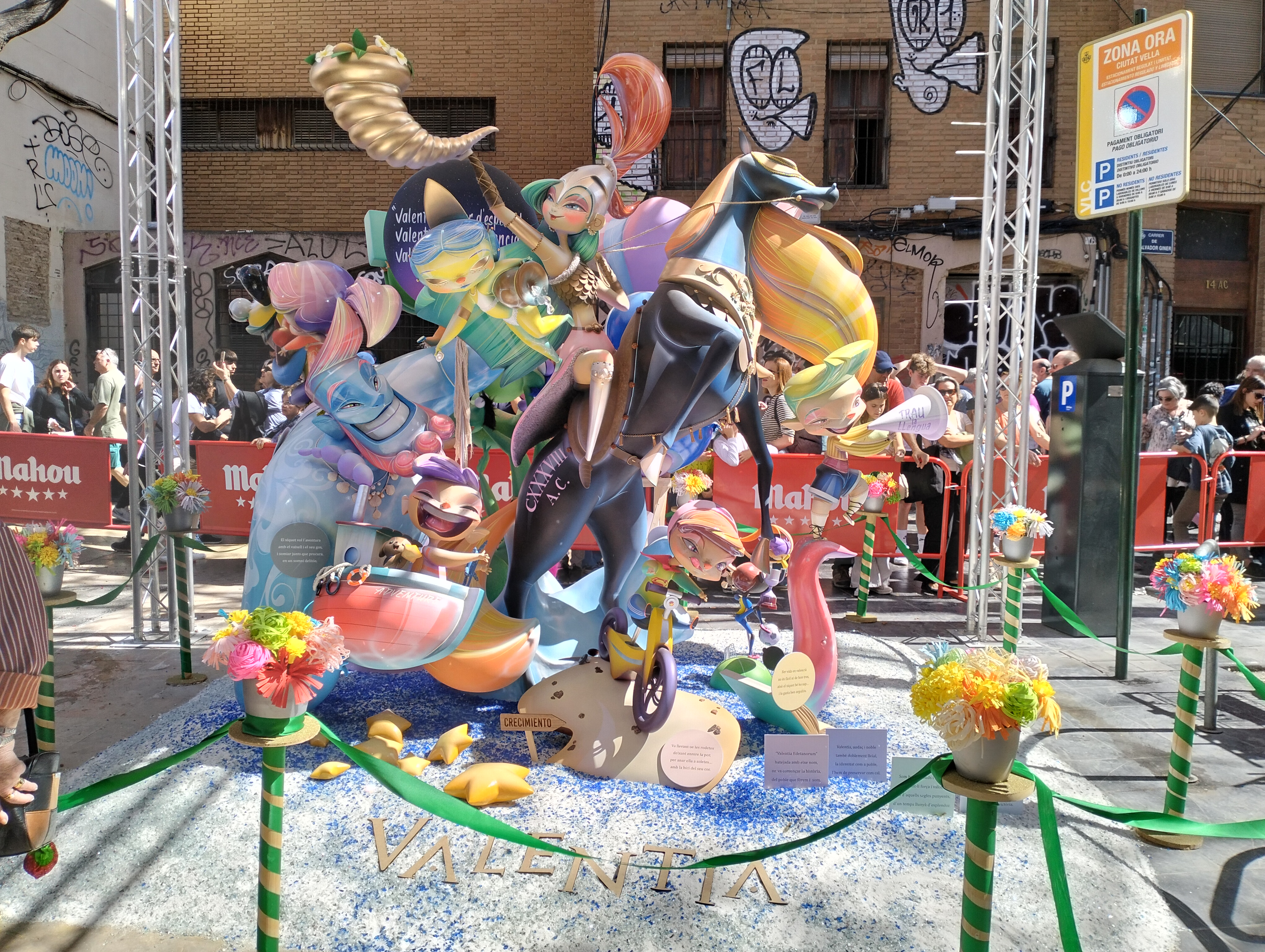
Falla infantil 2024
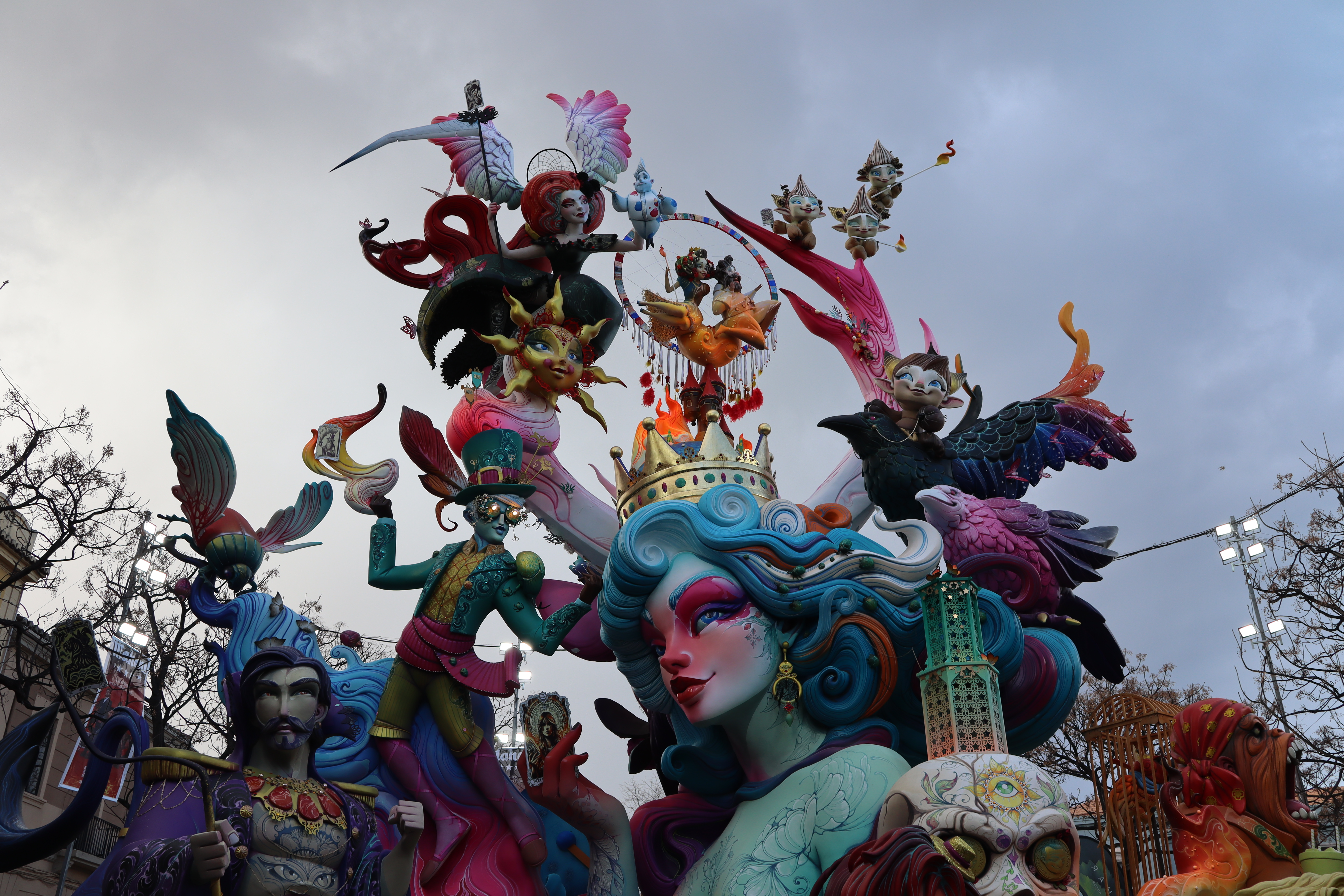
Na Jordana 2025
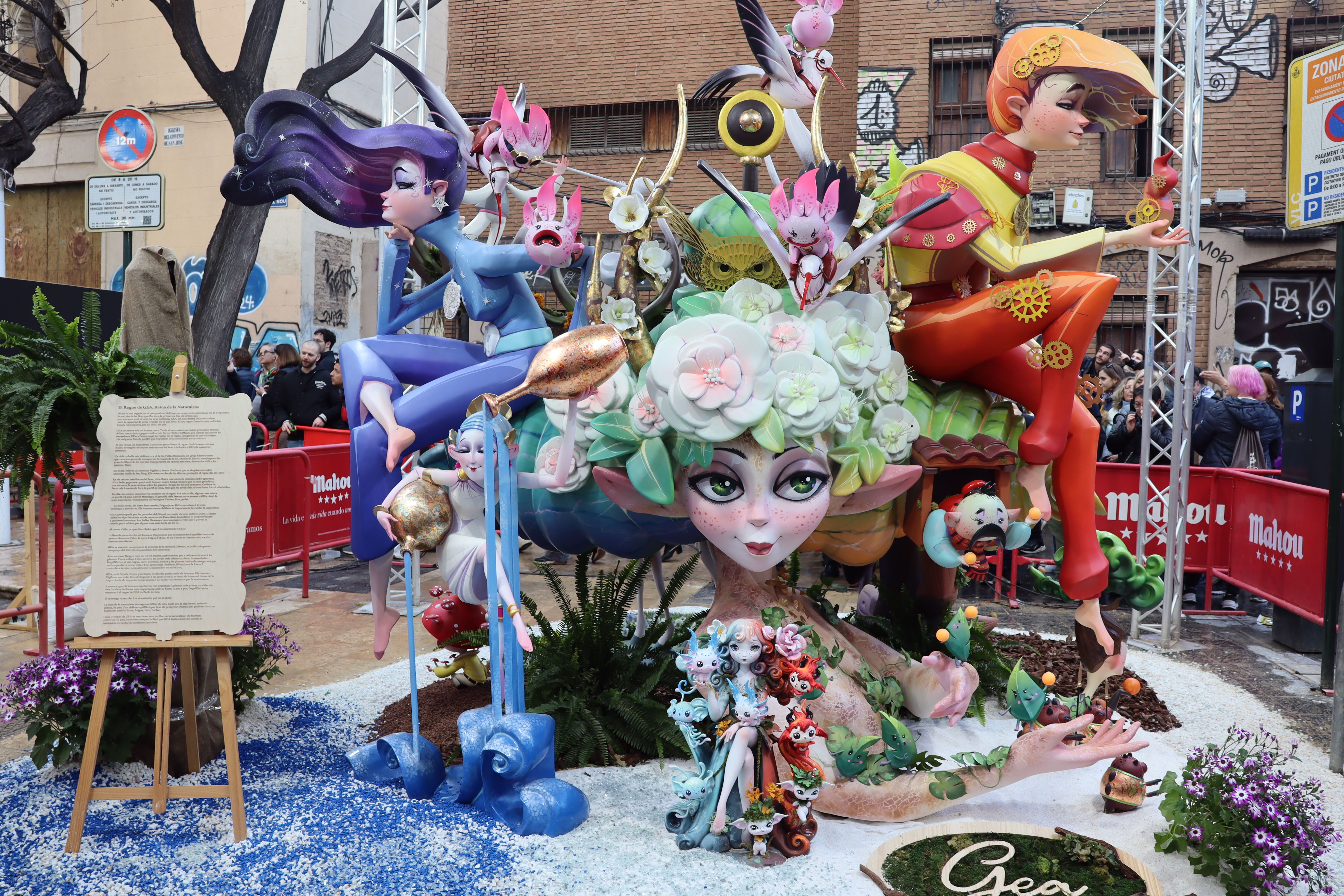
Na Jordana infantil 2025